# Zadravec
Zadravec je 72. najbolj pogost priimek v Sloveniji, ki ga je po podatkih Statističnega urada Republike Slovenije na dan 31. decembra 2007 uporabljalo 1.530 oseb, na dan 1. januarja 2011 pa 1.507 oseb ter je med vsemi priimki po pogostosti uporabe zavzel 75. mesto.

## Znani nosilci priimka
- Alenka Zadravec, pravnica in sodnica
- Bojan Zadravec (*1983), biolog in teolog; zgodovinski raziskovalec judovstva
- Dejan Zadravec, zgodovinar, arhivist (Ptuj)
- Erna Meško (r. Zadravec) (1911—1999), pisateljica, pesnica, političarka
- Franc Zadravec (1925—2016), literarni zgodovinar in kritik, univerzitetni profesor, akademik
- Franc Zadravec (1925—1975), agronom
- Izidor Zadravec, likovni pedagog
- Jakob Zadravec (1873—1959), mlinar
- Janko J. Zadravec (*1950), arhitekt, oblikovalec
- Jože Zadravec (1935—2002), zdravnik
- Jože Zadravec (1939—2023), salezijanec, prof. slovenščine in litarature, urednik, pisatelj
- Jože Zadravec, bobnar, jazz-glasbenik, producent, skladatelj popularne glasbe?
- Jurica Zadravec (1907—1973), mlinar in gospodarstvenik
- Katarina Aškerc Zadravec, visokošolska pedagoginja (Visoka šola za poslovne vede)
- Lorna Zadravec Zaletel, zdravnica resiologinja-onkologinja
- Maša Koritnik Zadravec, farmacevtka, klinična farmakologinja
- Matic Zadravec, plesalec, koreograf, pedagog
- Matjaž Zadravec, elektrotehnik, rehabilitacijski biokinetik
- Milena Zadravec (*1948), misijonarka v Jordaniji in Palestini
- Nuša Zadravec Šedivy, psihologinja, doc. UP
- Peter Zadravec (1850—1936), mlinar in izumitelj
- Renata Zadravec Pešec, pragmatična jezikoslovka, bibliografka?
- Rihard "Riki" Zadravec, džezovski harmonikar, kantavtor
- Staša Zadravec (um.i. Staša Shred), rock kitaristka
- Tina Zadravec, klinična psihologinja
- Tina Zadravec (*1997), nogometašica
- Venčeslav Zadravec (*1941), operni pevec basist, zborovodja
- Vesna Zadravec, novinarka (TV)